# Kasteel Swiggershof

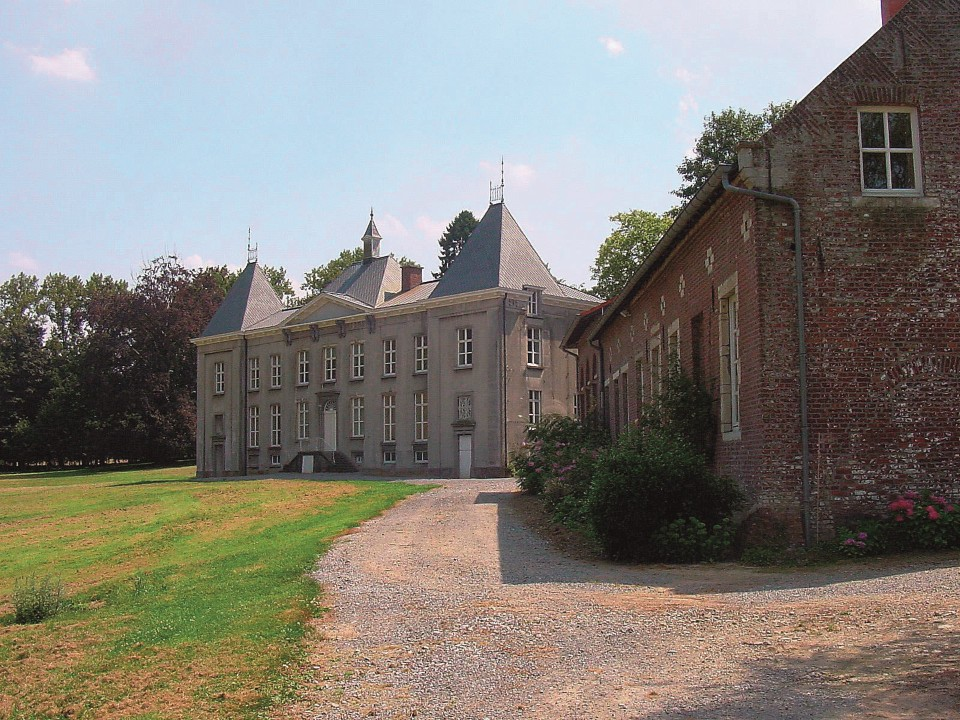
Kasteel Swegershof

Het Kasteel Swiggershof is een kasteel in de tot de Vlaams-Brabantse gemeente Oud-Heverlee behorende plaats Sint-Joris-Weert, gelegen aan de Leuvensestraat 126-128.

## Geschiedenis
Op de Ferrariskaarten (1771-1775) werd een pachthoeve afgebeeld die was gelegen nabij het brongebied van een zijriviertje van de Dijle. Al voor 1810 was er ook sprake van een buitenverblijf.
In 1843 werd het domein gekocht door Charles Lacroix die er een destilleerderij begon. In 1864 was er een nieuwe eigenaar en die liet de boerderij annex destilleerderij verbouwen tot een soort neerhof met onder meer een koetshuis. Daarna kwam het goed aan Albert Henot, die generaal was. Hij liet het landhuis verbouwen tot een kasteel in neoclassicistische stijl. Ook liet hij een landschapspark van bijna 10 ha aanleggen.